# Pacoima
Pacoima er en bydel i San Fernando Valley-regionen i Los Angeles, Californien.
34°15′45″N 118°25′34″V / 34.2625°N 118.42611°V